# Cour suprême (Maroc)
Pour les articles homonymes, voir Cour suprême.
Au lendemain de l'indépendance, en 1956, le Maroc a mis en place une administration territoriale et a réorganisé les tribunaux. À la tête de cette organisation judiciaire, il a placé la Cour suprême créée par le Dahir (loi) du 27 septembre 1957. Elle coiffe toutes les juridictions de fond du royaume. Son siège se trouve à Rabat, qui est la capitale. La compétence de la Cour suprême est déterminée par le code de procédure civile, le code de procédure pénale, le code de justice militaire et, le cas échéant, par des textes particuliers.

Le 3 octobre 2011, elle porte une dénomination plus explicite : la Cour de cassation.
Cette cour comporte comme membres des magistrats ayant exercé la magistrature au minimum pendant quinze ans, ainsi que les avocats qui sont agréés — auprès de la cour suprême — à exercer leur profession au sein de cette cour.